# Mottettone
Il mottettone è una composizione polifonica di tipo corale e strumentale che prevede l'impiego di una grande orchestra e di un doppio coro.

## Storia
Il mottettone viene composto dal 1829 in occasione della festa dell'Esaltazione della Santa Croce a Lucca, il 13 settembre. Si tratta di una composizione corale per grande organico (in origine per soli, due cori e orchestra), con testo dedicato alla Croce. Per lo più il mottettone segue lo schema tripartito Allegro-Adagio-Allegro.
Michele Puccini, padre di Giacomo, nel 1845 compose un famoso Mottettone con piena orchestra, mentre nel 1833 aveva riproposto un mottetto del suo avo Jacopo.
Nel 1904 fu abolito da papa Pio X, ma dal 1984 viene nuovamente composto ed eseguito ogni anno.
Anche il compositore Alemanno Cortopassi produsse un mottettone e l'edizione del 2017 fu composta da don Italo Bianchi.
La vigilia della festa, la sera del 13 settembre, all'interno della città medioevale di Lucca ha inizio la processione dalla Basilica di San Frediano fino al Duomo di Lucca. All'arrivo della testa della processione all'interno del Duomo, viene eseguito il mottettone.

## Origine del termine
Il termine mottettone deriva dalla composizione musicale vocale per coro mottetto.

## Autori parziale
| Edizione | Maestro                         | Titolo dell'opera                                                    | Note                              |
| -------- | ------------------------------- | -------------------------------------------------------------------- | --------------------------------- |
| 1984     | Italo Bianchi                   | in onore del Volto Santo nel XII centenario della sua venuta a Lucca |                                   |
| 1985     | Emilio Maggini                  | Salve Crux                                                           | composto nel 1961                 |
| 1986     | Emilio Maggini                  | Salve Crux                                                           |                                   |
| 1987     | Emilio Maggini                  | Acclami al Signore tutta la terra                                    |                                   |
| 1988     | Marino Pratali                  | Annunziate a tutte le genti                                          |                                   |
| 1989     | Emilio Maggini                  | Acclamate al Signore                                                 |                                   |
| 1990     | Emilio Maggini                  | Acclami al Signore tutta la terra                                    | nuova versione                    |
| 1991     | Marino Pratali                  | Annunziate a tutte le genti                                          |                                   |
| 1992     | Emilio Maggini                  | Esultate o giusti nel Signore                                        |                                   |
| 1993     | Italo Bianchi                   | per la Santa Croce                                                   |                                   |
| 1994     | Marco Bargagna                  | Mottettone tragico                                                   |                                   |
| 1995     | Luciano Damarati                | per la festa dell’Esaltazione della Santa Croce                      |                                   |
| 1996     | Gaetano Giani Luporini          | per la Santa Croce                                                   |                                   |
| 1997     | Emilio Maggini                  | Salve Crux                                                           | versione del 1986                 |
| 1998     | Emilio Maggini                  | Acclami al Signore tutta la terra                                    | nuova versione                    |
| 1999     | Gianfranco Cosmi                | Ecce crucem Domini                                                   | composto nel 1967                 |
| 2000     | Emilio Maggini                  | O terra tutta acclamate al Signore                                   | composto nel 1982, nuova versione |
| 2001     | Emilio Maggini                  | Lodate il Signore voi popoli tutti                                   |                                   |
| 2002     | Mauro Fabbri                    | Laudate Dominum Omnes Gentes                                         |                                   |
| 2003     | Gianfranco Cosmi                | Salve Crux                                                           | versione del 1986                 |
| 2004     | Marco Bargagna e Fernando Tomei | Tragico                                                              |                                   |
| 2005     | Gianfranco Cosmi                | In cruce Domini nostri                                               |                                   |
| 2006     | Claudiano Pallottini            | Popoli della terra                                                   |                                   |
| 2007     | Marino Pratali                  | Salve Crux                                                           | composto nel 1945                 |
| 2008     | don Emilio Citti                | Venite, famiglie tutte delle genti                                   |                                   |
| 2009     | Gianfranco Cosmi                | In cruce Domini                                                      |                                   |
| 2010     | Luca Bacci                      | Salve crux                                                           |                                   |
| 2011     | Emilio Maggini                  | Salve crux                                                           | versione del 1986                 |
| 2012     | Marco Bargagna                  | Mottettone tragico                                                   |                                   |
| 2013     | Pietro Paoli                    | Jubilantes, exultantes                                               | composto nel 1908                 |
| 2014     | Emilio Maggini                  | Acclami al Signore tutta la terra                                    | versione del 1998                 |